# جورج إدوارد هاند
جورج إدوارد هاند هو سياسي أمريكي، ولد في 16 أغسطس 1809 في ماديسون في الولايات المتحدة، وتوفي بنفس المكان في 30 أغسطس 1889. انتخب عضو مجلس نواب ميشيغان ‏.